# Sara Allgood
Sara Allgood (Dublín, 31 d'octubre de 1879 − Woodland Hills, Los Angeles, 13 de setembre de 1950) va ser una actriu d'origen irlandès, naturalitzada estatunidenca el 1945.

## Biografia

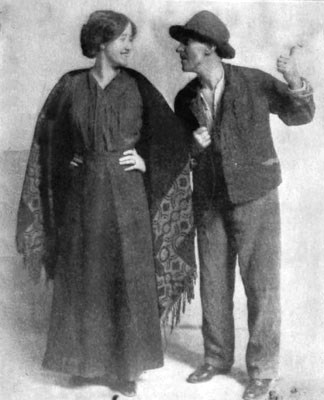
Sara Allgood i J.M. Kerrigan el 1911, a Boston, al Plymouth Theatre

Fa el seu començament com a actriu a l'Abbey Theatre, al seu país natal. El 1911, el grup The Irish Players , del qual forma part juntament amb Una O'Connor i Cathleen Nesbitt, en gira pels Estats Units, interpreta dues obres a Broadway: Sara Allgood hi tornarà per a set produccions, entre 1913 i 1940. En particular, participa el 1927 a la peça Juno and the Paycock i a la seva recuperació el 1940.
Després d'una primera pel·lícula el 1918, la segona el 1929 serà Blackmail d'Alfred Hitchcock, que retrobarà l'any següent (1930) a Juno and the Paycock . Roda alguns films britànics, abans d'instal·lar-se als Estats Units el 1941, any de Dr. Jekyll and Mr. Hyde, la seva primera pel·lícula estatunidenca; l'última serà el 1950, any de la seva mort.

## Filmografia parcial
- 1918: Just Peggy de J.A. Lipman
- 1929: Blackmail d'Alfred Hitchcock
- 1929: To what Red Hell d'Edwin Greenwood
- 1930: Juno and the Paycock d'Alfred Hitchcock
- 1932: The World, the Flesh, the Devil de George A. Cooper
- 1933: The Fortune Fool de Norman Walker
- 1934: Lily of Killarney de Maurice Elvey
- 1934: Irish Hearts de Brian Desmond Hurst
- 1935: Riders to the Sea de Brian Desmond Hurst
- 1935: Lazybones de Michael Powell
- 1935: Peg of Old Drury de Herbert Wilcox
- 1936: Pot Luck de Tom Walls
- 1936: It's Love again de Victor Saville
- 1937: Kathleen Mavourneen de Norman Lee
- 1937: Storm in a Teacup d'Ian Dabrymple i Victor Saville
- 1938: The Sky's the Limit de Jack Buchanan i Lee Garmes
- 1940: On the Night of the Fire de Brian Desmond Hurst
- 1941: Lady Hamilton (That Hamilton Woman) d'Alexander Korda
- 1941: Dr. Jekyll and Mr. Hyde de Victor Fleming
- 1941: Lydia de Julien Duvivier
- 1941: How Green was my Valley de John Ford
- 1942: Roxie Hart de William A. Wellman
- 1942: This above all d'Anatole Litvak
- 1943: City without Man de Sidney Salkow
- 1944: The Lodger de John Brahm
- 1944: Jane Eyre de Robert Stevenson
- 1944: The Keys of the Kingdom de John M. Stahl
- 1944: The Strange Affair of Uncle Harry de Robert Siodmak
- 1945: Kitty de Mitchell Leisen
- 1945: The Spiral Staircase de Robert Siodmak
- 1946: Cluny Brown d'Ernst Lubitsch
- 1947: The Fabulous Dorseys d'Alfred E. Green
- 1947: Ivy de Sam Wood
- 1947: Mother wore tights de Walter Lang
- 1947: Mourning becomes Electra de Dudley Nichols
- 1947: My Wild Irish Rose de David Butler
- 1948: One Touch of Venus de William A. Seiter
- 1948: The Girl from Manhattan d'Alfred E. Green
- 1949: La culpa (Accused) de William Dieterle
- 1949: Challenge to Lassie de Richard Thorpe
- 1950: Cheaper by the Dozen de Walter Lang
- 1950: Sierra d'Alfred E. Green

## Teatre (a Broadway)
- 1911: The Well of the Saints, obra de John Millington Synge, amb Una O'Connor, Cathleen Nesbitt, J.M. Kerrigan
- 1911: The Playboy of the Western World, obra de John Millington Synge, amb Una O'Connor, Cathleen Nesbitt, J.M. Kerrigan
- 1913: The Magnanimous Lover, obra de St. John Ervine, amb J.M. Kerrigan
- 1927: The Plough and the Stars, obra de Sean O'Casey (adaptada al cinema el 1936)
- 1927-1928: Juno and the Paycock, obra de Sean O'Casey
- 1937: Storm over Patsy, de James Bridie amb Leo G. Carroll
- 1938: Shadow and Substance, obra de Paul Vincent Carroll, amb Cedric Hardwicke
- 1940: Juno and the Paycock, posada en escena per (i amb) Arthur Shields
- 1940: At the Stroke of Eight, obra de Percy Robinson